# Communauté de communes de l’Arvan
Die Communauté de communes de l’Arvan ist ein ehemaliger französischer Gemeindeverband mit Rechtsform einer Communauté de communes im Département Savoie.
Der im November 2001 gegründete Gemeindeverband bestand aus acht Gemeinden auf einer Fläche von 230,1 km2. Er lag in den Savoyer Hochalpen an der Grenze zum Département Isère und umfasste das Tal des Arvan, ein Nebenfluss des Arc in der südlichen Maurienne. Die Verwaltung hatte ihren Sitz dabei nicht im Geltungsbereich des Verbandes, sondern in der angrenzenden Kleinstadt Saint-Jean-de-Maurienne, die am Zusammenfluss von Arvan und Arc liegt und ihrerseits zur Communauté de communes Cœur de Maurienne gehörte.

## Aufgaben
Zu den vorgeschriebenen Kompetenzen gehörten die Entwicklung und Förderung wirtschaftlicher Aktivitäten und des Tourismus sowie die Raumplanung als Teil eines übergeordneten Kommunalverbands, des Schéma de Cohérence Territoriale du Pays de Maurienne. Der Gemeindeverband steuerte die Wohnungspolitik und betrieb eine Reihe von kommunalen Diensten, darunter die Straßenmeisterei, Rettungsdienste, Abwasserentsorgung (teilweise), Müllabfuhr und Müllentsorgung. Zusätzlich baute und unterhielt er Sport- und Kultureinrichtungen und organisierte Veranstaltungen in diesem Bereich.

## Historische Entwicklung
Mit Wirkung vom 1. Januar 2017 fusionierte der Gemeindeverband mit der Communauté de communes Cœur de Maurienne und bildete so die Nachfolgeorganisation Communauté de communes Cœur de Maurienne Arvan.

## Ehemalige Mitgliedsgemeinden
Folgende acht Gemeinden gehören der Communauté de communes de l’Arvan an:
| Gemeinde                  | Einwohner 1. Januar 2022 | Fläche km² | Dichte Einw./km² | Code INSEE | Postleitzahl |
| ------------------------- | ------------------------ | ---------- | ---------------- | ---------- | ------------ |
| Albiez-le-Jeune           | 141                      | 12,4       | 11               | 73012      | 73300        |
| Albiez-Montrond           | 366                      | 48,6       | 8                | 73013      | 73300        |
| Fontcouverte-la-Toussuire | 482                      | 21,5       | 22               | 73116      | 73300        |
| Jarrier                   | 502                      | 17,8       | 28               | 73138      | 73300        |
| Saint-Jean-d’Arves        | 271                      | 75,6       | 4                | 73242      | 73530        |
| Saint-Pancrace            | 305                      | 5,6        | 54               | 73267      | 73300        |
| Saint-Sorlin-d’Arves      | 347                      | 39,0       | 9                | 73280      | 73530        |
| Villarembert              | 245                      | 9,6        | 26               | 73318      | 73300        |